# Lithobius minimus
Lithobius minimus är en mångfotingart som beskrevs av Ludwig Carl Christian Koch 1862. Lithobius minimus ingår i släktet Lithobius och familjen stenkrypare.
Artens utbredningsområde är Tyskland. Inga underarter finns listade i Catalogue of Life.